# Organizacja Bojowa Polskiej Partii Socjalistycznej

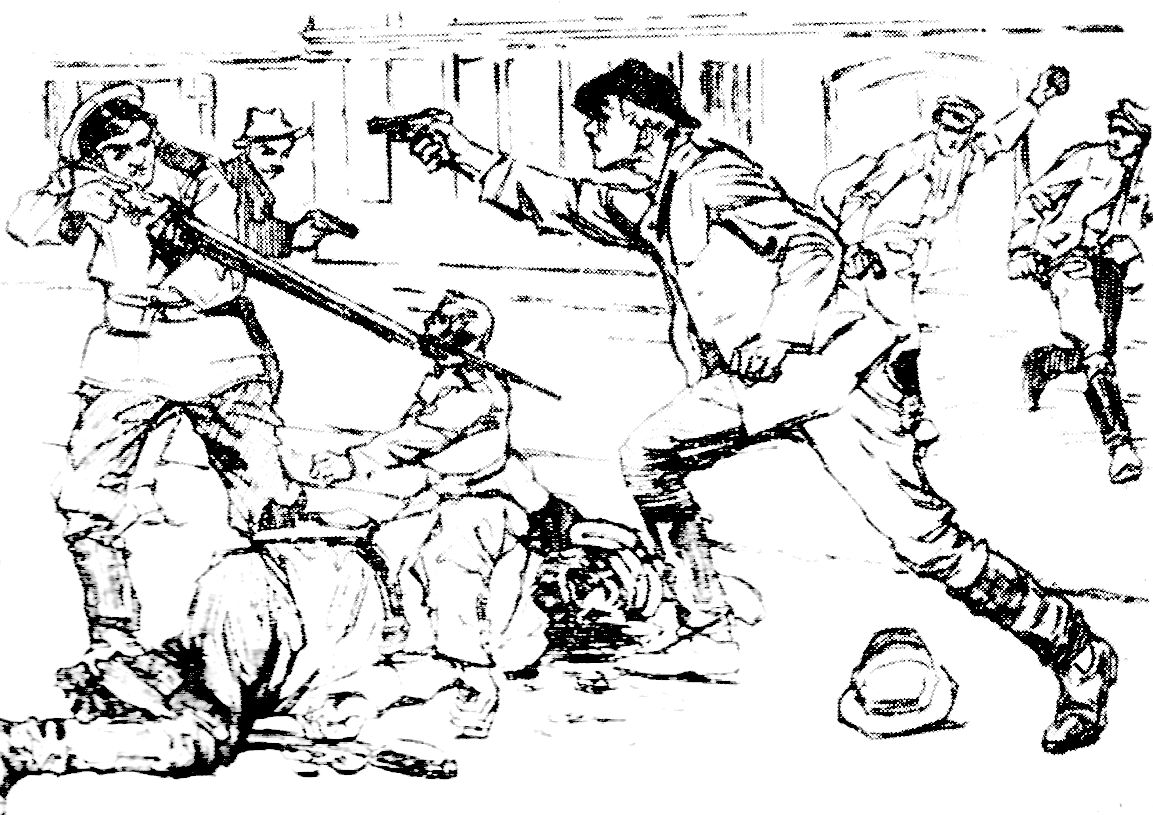
Bojowiec OB PPS strzela do policjanta; rysunek z „Robotnika” (1908)

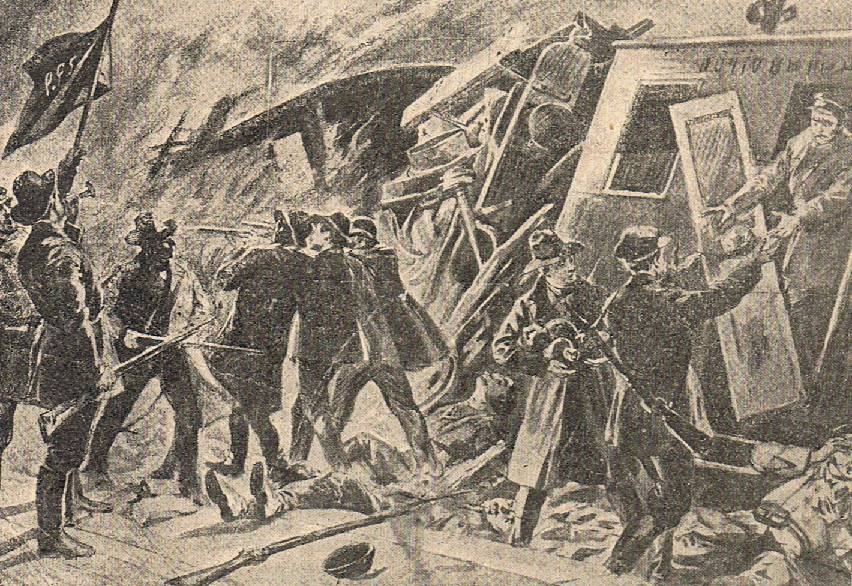
Akcja pod Rogowem (1906)

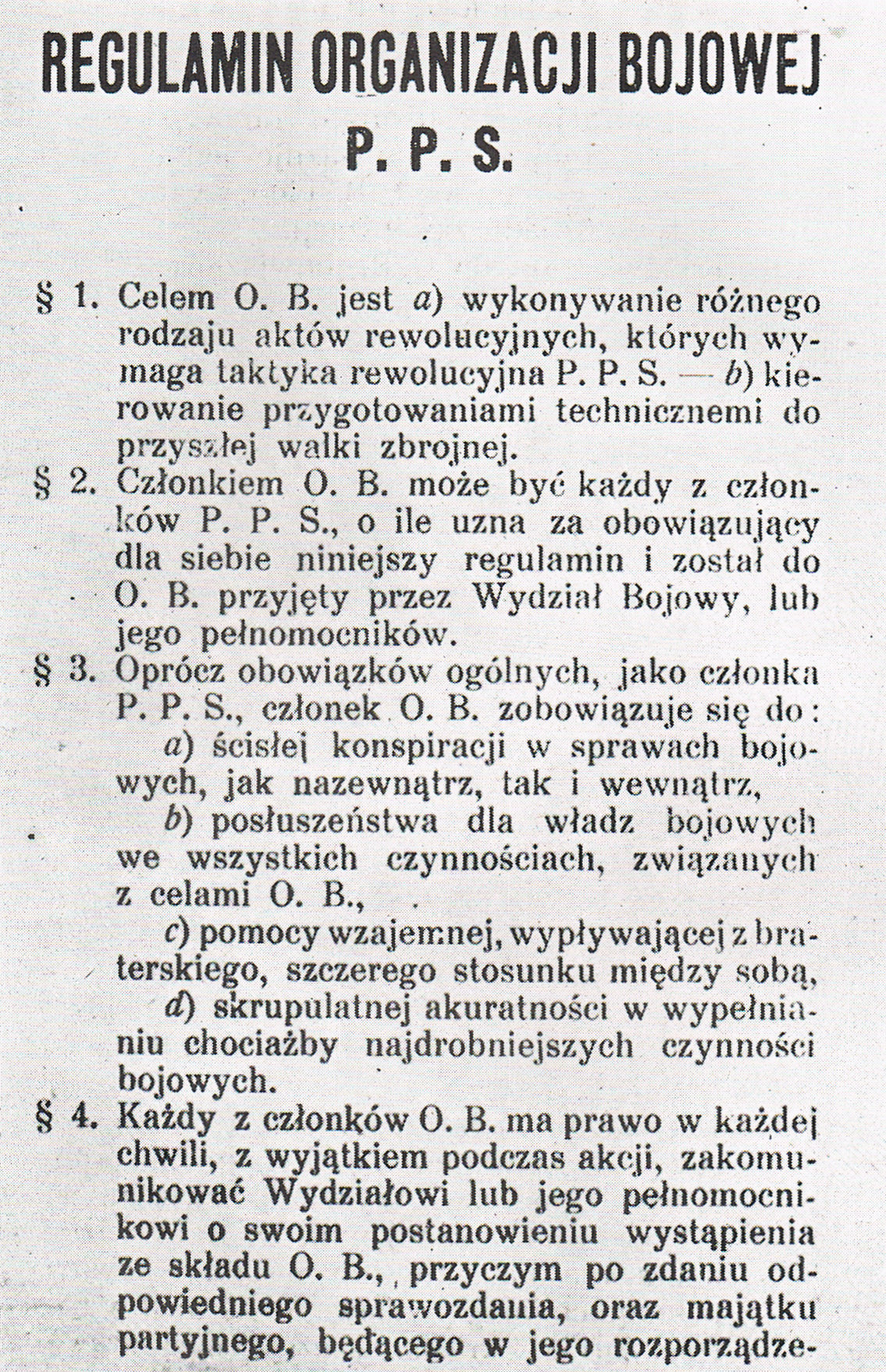

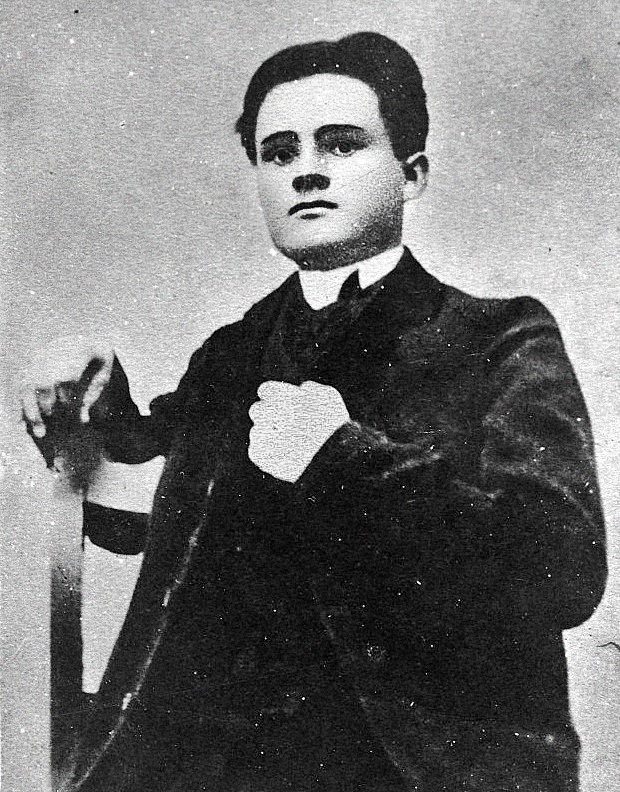
Stefan Okrzeja

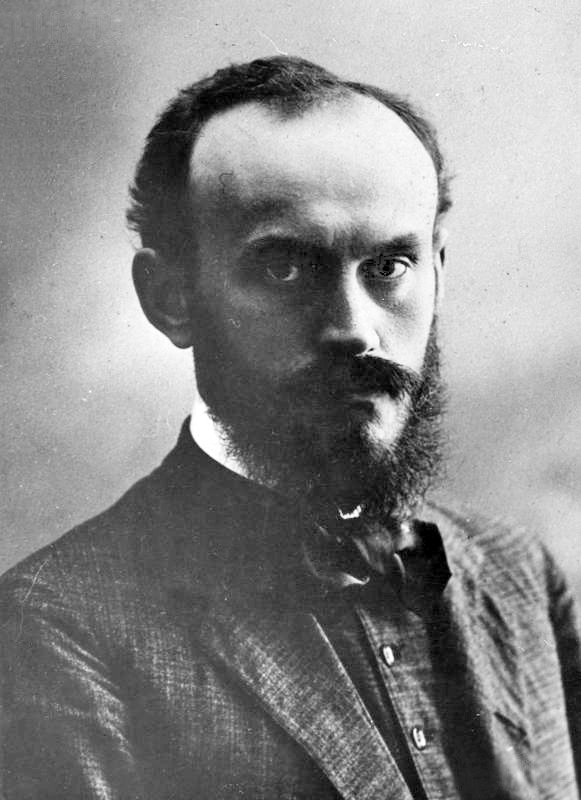
Józef Montwiłł-Mirecki

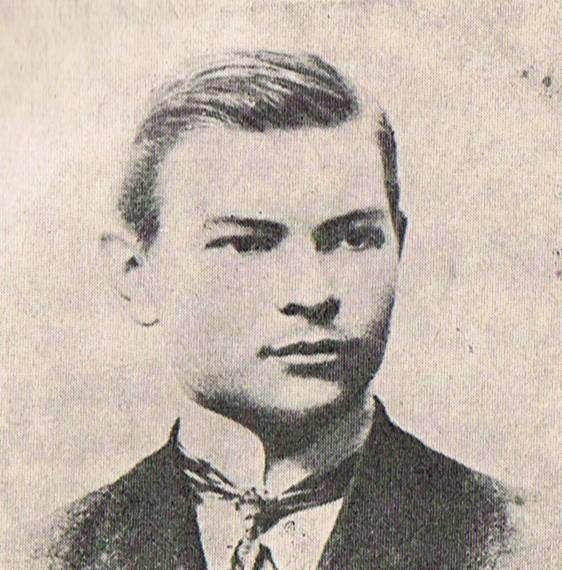
Henryk Baron

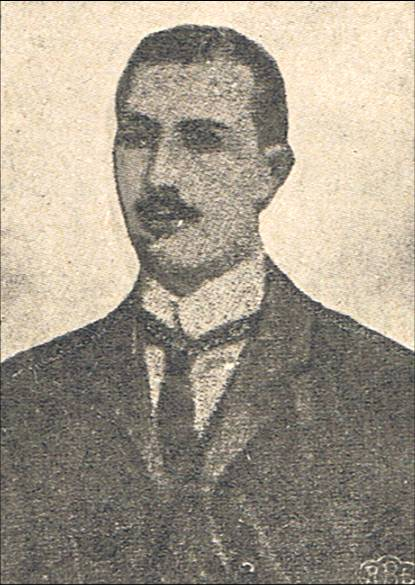
Baruch Szulman

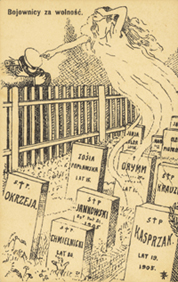
Pocztówka PPS z 1905

Organizacja Bojowa Polskiej Partii Socjalistycznej (OB PPS) – utworzona przez Polską Partię Socjalistyczną (PPS) w kwietniu 1904 i działająca do 1911 struktura zbrojna mająca na celu ochronę działalności rewolucyjnej PPS, jej demonstracji i spotkań. Przeprowadzała też szereg akcji zbrojnych, likwidując funkcjonariuszy i współpracowników rosyjskich władz okupacyjnych Królestwa Polskiego, dokonując licznych ekspropriacji na potrzeby działalności niepodległościowej i rewolucyjnej. W szczytowym okresie liczyła ok. 6500 bojowców.

## Historia organizacji
W końcu lutego 1904 wśród działaczy PPS pojawiły się koncepcje zorganizowania specjalnych grup bojowych, wyodrębnionych z organizacji agitacyjnych. Było to z jednej strony inicjatywą Józefa Piłsudskiego tworzenia oddziałów wojskowych, z drugiej zaś inicjatywą struktur PPS zmierzającą do samoobrony oraz „oczyszczenia ulic od szpiegów i agentów policji”.
Pierwsze grupy bojowe powstały w kwietniu 1904 w Warszawie pod nazwą „Koła Bojowe Samoobrony Robotniczej”. Pierwsza grupa samoobrony powstała w kwietniu 1904 w Warszawie z inicjatywy robotnika Wacława Brokowskiego „Burza”. Pierwsze koła w Warszawie na polecenie Centralnego Komitetu Robotniczego PPS utworzył Bolesław Berger „Długi”, „Kuroki”. Zwerbował on ok. 40 osób ze środowisk robotniczych Woli i Pragi. Początkowo grupy służyły organizowaniu krótkich manifestacji. W Łodzi struktury kół budował Tomasz Arciszewski. Pośród 71 wystąpień grup samoobrony w 1904, aż 46 dotyczyło zbrojnego zabezpieczenia manifestacji. Na Konferencji CKR w Krakowie 17-20 października 1904 postanowiono rozbudować struktury bojowe, nazywane też „Kołami Techniczno-Bojowymi”. Początkowo członkowie kół wyposażeni byli w laski, kije i kamienie. Organizowali krótkie, niespodziewane demonstracje, które rozpraszały się po kilkudziesięciu metrach. Demonstracje takie miały miejsce w Warszawie 16, 17, 20, 22, 25, 26 i 31 lipca oraz 2 sierpnia 1904.
Przełomem była akcja przeciw ogłoszonej mobilizacji w Królestwie. 28 października 1904 przy ul. Karmelickiej w Warszawie doszło do pierwszej demonstracji antywojennej. W trakcie ataku policji raniono ok. 80 osób. Spowodowało to chęć odwetu i żądanie zbrojnej ochrony manifestacji.
Pierwszym wystąpieniem o charakterze zbrojnym organizacji z użyciem broni była akcja przeciwko mobilizacji do armii w związku z wojną rosyjsko-japońską na Placu Grzybowskim 13 listopada 1904 roku, organizowana przez Józefa Kwiatka. Koła uczestniczyły również w kolejnych manifestacjach antymobilizacyjnych. W trakcie manifestacji 24 grudnia 1904 w Radomiu, w obronie sztandaru PPS poległ Wiktor Cymerys-Kwiatkowski. Po stronie rosyjskiej zginął płk. Bułatow, zaś 15 stycznia 1905 w Łodzi również w obronie sztandaru zginął Tomasz Księżczyk. Bojowcy, aby zapobiec mobilizacji, wysadzili mosty pomiędzy Radomiem a Jedlnią, Łodzią a Pabianicami oraz Zduńską Wolą i Sieradzem.
Do końca lutego 1905 funkcjonowało 10 „dziesiątek” bojowych w Warszawie (oraz „dziesiątka” centralna), 10 „dziesiątek” w guberni piotrkowskiej (w tym: Zagłębie Dąbrowskie – 2, Częstochowa-Zawiercie – 3, Łódź – 4, łódzkie – 1). Po dwie „dziesiątki” w guberni lubelskiej, radomskiej, kaliskiej i warszawskiej oraz po jednej „dziesiątce” w guberni płockiej, suwalskiej, grodzieńskiej, kieleckiej, siedleckiej i kijowskiej. W stadium organizacji były grupy w guberni mińskiej, łomżyńskiej i wileńskiej. Ponadto funkcjonowały laboratoria organizacji w Warszawie i Galicji. Łącznie w Kołach od kwietnia 1904 do lutego 1905 walczyło 477 bojowców, z czego 143 w Warszawie.

### Organizacja Spiskowo-Bojowa PPS
Na VII Zjeździe PPS 5 lutego 1905 powołano „Organizację Spiskowo-Bojową PPS”. Zjazd podjął uchwałę o treści:

Wobec możliwości masowych wystąpień rewolucyjnych w kraju i w Rosji – Zjazd poleca C.K.R. zorganizowanie spiskowej organizacji, która by stanowiła nasze pierwsze szeregi w momencie rewolucji. Do tego czasu kieruje masowymi wystąpieniami ulicznymi (manifestacje, zgromadzenia masowe itp.) zgodnie z instrukcją C.K.R., jeśli chodzi o cały kraj, i inicjatywą Komitetów Okręgowych w sprawach lokalnych. Na czele organizacji spiskowo-bojowej stoi Wydział. Zadaniem Wydziału jest również zaopatrywanie tej części organizacji w broń. Wydziałowi jest powierzona organizacja wykonawczo-terrorystyczna

W marcu 1905 powołano „Wydział Spiskowo-Bojowy CKR”, którym kierowali Aleksander Prystor „Rafał” i Walery Sławek „Gustaw”. W kwietniu 1905 dokooptowani zostali: Zofia Wortman-Posner i Szymon Posner. W maju z wydziału ustąpiła Zofia Wortman-Posnerowa, zaś na jej miejsce wszedł Ignacy Lubicz-Sadowski. Do wykonawczego kierowania OS-B PPS powołano „Zagraniczną Komisję Konspiracyjną”, w składzie Aleksander Sulkiewicz, Józef Piłsudski i Maksymilian Horwitz-Walecki.
W marcu 1905 odbyło się w Warszawie przy ul. Przemysłowej 1 spotkanie Aleksandra Prystora z Bolesławem Bergerem (który niebawem opuścił spotkanie), Bronisławem Żukowskim i Stefanem Okrzeją, gdzie postanowiono przystąpić do organizowania oddziałów bojowych. Żukowski i Okrzeja mieli w związku z tym wycofać się z bieżącej pracy partyjnej. Prystor obrał pseudonim „Katajama”, Żukowski „Harakiri”, zaś Okrzeja „Ernest”.
Zgodnie z przyjętą koncepcją z czasów 1863, organizacja miała zostać podzielona na „dziesiątki”.  Początkowo powstały dwie grupy bojowe. Grupa kierowana przez Bronisława Żukowskiego „Harakiri”, wybrana z dzielnic „Wolska”, „Jerozolimska”, Mokotowska„ i Dolna”, składała się z siedmiu osób: Stanisław Pudyn „Bohun”, Wincenty Halska „Kostek”, Jan Żukowski „Zagłoba”, Bolesław Stępniak „Kowal”, Antoni Niedzielski „Kmicic”, NN „Zdun” i NN „Kowalski”. W oddziale Okrzei „Ernesta”, wybranych z dzielnic „Praga” i „Powązki”, znaleźli się Stanisław Zieliński „Sewer”, Kazimierz Dobrowolski „Kazik”, Szloma Eksztajn „Chłop” i NN. Na początku kwietnia 1904 stworzona została trzecia „dziesiątka” składająca się z bojowców narodowości żydowskiej pod dowództwem Szlomy Eksztajna.
Od marca do końca października 1905 powstało w Warszawie 18 „dziesiątek” bojowych. Dziewięć z nich podlegało bezpośrednio Wydziałowi, a na ich czele stali „starszy” oraz „dowódca” mianowany przez Wydział. W lokalnych „dziesiątkach” (zwanych też „technicznymi”) kierowali nimi „dziesiętnicy” wybierani przez członków „dziesiątki”.
W ciągu 1905 komitety PPS utworzyły ok. 90 lokalnych kół bojowych „dziesiątek”. Najwięcej w guberni piotrkowskiej – 30, guberni radomskiej – 13 oraz guberni lubelskiej – 6). W składzie lokalnych dziesiątek funkcjonowało 5 dziesiątek bojowych zorganizowanych przez Żydowski Komitet PPS, oraz jedna centralna. W Organizacji Spiskowo-Bojowej PPS od lutego do października 1905 walczyło 1345 bojowców.
18 czerwca 1905 Rada Partyjna PPS postanowiła podporządkować organizację okręgowym komitetom robotniczym, Wydział Spiskowo-Bojowy miał zaś opracowywać taktykę walki, rozbudowywać technikę bojową oraz organizować zamachy na wysokich urzędników carskich. Na przełomie lata i jesieni 1905 dotychczasowa OS-B PPS została częściowo rozbita masowymi aresztowaniami. Aresztowano m.in. Walerego Sławka.
Walki rewolucyjne stopniowo przybierały charakter wojny domowej. W bratobójczych starciach padały ofiary, wystąpiły elementy pospolitego bandytyzmu w działaniach wielu grup krajowej organizacji Polskiej Partii Socjalistycznej.

### Centralna Bojówka i Organizacja Techniczno-Bojowa
Na posiedzeniu II Rady Partyjnej PPS w Mińsku Litewskim 15 października 1905 Organizacja Spiskowo-Bojowa PPS została przekształcona w „Organizację Bojową PPS” (zwaną również „Centralną Bojówką”). Szefem Wydziału Bojowego mianowano Józefa Piłsudskiego, członkami Wydziału zostali również: Aleksander Prystor, Aleksander Sulkiewicz, Mieczysław Mańkowski, Władysław Dehnel. Kilka miesięcy później po ustąpieniu Prystora,  Sulkiewicza i Mańkowskiego do Wydziału weszli: Walery Sławek, Mieczysław Dąbkowski oraz Józef Montwiłł-Mirecki.
Na wniosek Piłsudskiego od 1905 zreformowano strukturę organizacji. Podstawą była „piątka” bojowa. Trzy „piątki” stanowiły „oddział”, na czele którego stał instruktor „oddziałowy”. Kilka „oddziałów” stanowiło „okręg”. Funkcjonowało siedem okręgów:
- warszawski – okręgowiec: Kazimierz Sosnkowski;
- północny (Płock) – okręgowiec: Włodzimierz Hellmann;
- południowy (Radom-Kielce) – okręgowiec: Józef Grzecznarowski;
- zagłębiowski – okręgowcy: Feliks Tor a następnie Stanisław Hempel;
- zachodni (Łódź) – okręgowcy: Rajmund Jaworowski, Tomasz Arciszewski a następnie Józef Montwiłł-Mirecki i Franciszek Lipiński.
- wschodni (Lublin-Siedlce) – okręgowiec: Mieczysław Mańkowski.

W składzie Organizacji Bojowej na terenie Królestwa Polskiego walczyło 87 „piątek” w 27 oddziałach. Liczebność OB PPS szacowano na 750–840 bojowców. Z powodu ostrego niedoboru ludzi z wyszkoleniem wojskowym, w listopadzie 1905 stworzono w Krakowie konspiracyjną szkołę instruktorów bojowych. Jej komendantem został Władysław Jaxa-Rożen, ale faktyczne kierownictwo nad szkołą sprawował Józef Piłsudski. W pierwszym kursie uczestniczyło całe kierownictwo Wydziału Bojowego z Piłsudskim na czele oraz inni wyróżniający się działacze Organizacji Bojowej. Niektórzy słuchacze byli na nim jednocześnie wykładowcami (np. Józef Piłsudski, Mieczysław Dąbkowski, Władysław Jaxa-Rożen, Tomasz Arciszewski). Do czerwca 1906 w szkole wykształcono ok. 120–140 instruktorów.
W październiku 1905 na posiedzeniu Rady Partyjnej PPS powołano również „Organizację Techniczno-Bojowa PPS” (zwana potocznie milicją ludową, milicją robotniczą, lokalnymi oddziałami bojowymi), dla wspierania okręgów oraz przygotowania kadr dla akcji bojowej. Na czele OTB stanęli: Karol Udałowski, Jan Gorzechowski „Jur”, Wincenty Halska i Ludwik Śledziński „Mikołaj”. Do najgłośniejszej akcji OTB należały: napad na kasę powiatową w Wysokiem Mazowieckiem (26 grudnia 1905 Ludwik Śledziński), gdzie zdobyto pół miliona rubli, oraz uwolnienie dziesięciu więźniów zagrożonych karą śmierci z Pawiaka (24 kwietnia 1906 Jan Gorzechowski).

### Organizacja Bojowa PPS
W czerwcu 1906 na posiedzeniu Rady partyjnej zniesiono Centralną Bojówkę i połączono ją z Organizacją Techniczno-Bojową w jednolitą „Organizację Bojową PPS”.
W skład zreorganizowanego Wydziału Bojowego weszli: Mieczysław Mańkowski, Józef Montwiłł-Mirecki, Aleksander Prystor, Włodzimierz Hellmann i Władysław Dehnel. Zreorganizowana OB PPS działała w trzynastu okręgach bojowych. W oddziałach walczyło 3089 bojowców, 499 starszych instruktorów i okręgowców oraz 742 centralnych i terenowych techników bojowych.
Według tego samego źródła, od lipca do listopada 1906, w OB PPS działało ok. 4330 bojowców.
Do największych organizacji należały:
- Warszawa – 134 instruktorów, 195 techników, 158 „piątek” w 53 oddziałach bojowych;
- Łódź i okręg łódzki – 7 instruktorów, 12 techników, 16 „piątek” w 5 oddziałach bojowych; ponadto w Milicji PPS (dawna OT-B która nie weszła do OB) 92 instruktorów, 110 techników i 96 „dziesiątek” bojowych;
- Gubernia radomska – 46 instruktorów, 72 techników, 60 „piątek” w 20 oddziałach bojowych;
- Zagłębie Dąbrowskie – 53 instruktorów, 78 techników, 50 „piątek” w 17 oddziałach bojowych;

Ponadto funkcjonowała szkoła w Krakowie oraz kursy bojowe w Warszawie i Łodzi, laboratoria w Warszawie, Zagłębiu Dąbrowskim i Lwowie. Dla przerzutu broni zorganizowano specjalne Biuro Transportu we Lwowie i w Paryżu.

### Organizacja Bojowa po rozłamie w PPS
W wyniku sporów wobec roli Organizacji Bojowej podczas IX Zjazdu PPS, który odbył się w dniach 19–25 listopada 1906 w Wiedniu, doszło do rozłamu w Polskiej Partii Socjalistycznej. Spór toczył się na tle charakteru i podporządkowania bojówki (Piłsudski postrzegał ją jako autonomiczną wobec PPS, podporządkowaną sobie formację powstańczą) oraz programu niepodległościowego partii. Duża część członków Organizacji Bojowej przeszła do PPS-Frakcji Rewolucyjnej, gdzie utworzono analogiczny oddział bojowy „OB PPS Frakcji Rewolucyjnej” oraz nową formację pod nazwą „Milicja Robotnicza” (o charakterze samoobrony).
PPS-Lewica po rozłamie utworzyła własną bojówkę pod nazwą „Milicja Partyjna”, która dokonywała zamachów na policjantów i prowokatorów (głównym organizatorami byli instruktorzy OB PPS Stanisław Hempel i Zdzisław Rogalewicz). W tym czasie Milicja liczyła 81 instruktorów oraz 566 w „piątkach” bojowych. Najsilniejszą strukturą była Łódź (80 „piątek” bojowych, wobec 8 w Warszawie). Jednak po I Zjeździe PPS-Lewicy w 1908 postanowiono zaniechać planowej działalności zbrojnej.
Na X Zjeździe PPS (I Zjeździe PPS Frakcji Rewolucyjnej) odbytym w dniach 3–11 marca 1907, w Wiedniu przyjęto u „Ustawę sił bojowych”. Siły te składały się z Organizacji Bojowej i Milicji służącej samoobronie.
Zgodnie z nową strukturą, określono, że Wydział Bojowy OB PPS (Frakcja Rewolucyjna) wyłaniany jest przez Zjazd Partii. Wydział kierował sztabem i Biurem Centralnym. Biuro Centralne organizowało pracę okręgowych biur bojowych, z pełnomocnikiem bojowym – „okręgowcem” na czele, któremu podlegały dzielnice bojowe. W skład dzielnicy wchodziły oddziały bojowe (po trzy na dzielnicę). Każdy oddział składał się z trzech „szóstek” bojowych, na czele których stał „starszy”.
Wydział Bojowy PPS-Frakcja Rewolucyjna tworzyli: Józef Piłsudski, Władysław Dehnel, Mieczysław Mańkowski. W sierpniu 1907 aresztowani zostali Mańkowski i Dehnel. Na ich miejsce weszli: Józef Montwiłł-Mirecki i Tomasz Arciszewski. Po aresztowaniu Montwiłł-Mireckiego na jego miejsce wszedł Włodzimierz Hellmann (aresztowany przejściowo od lutego 1909 do 1910), a wiosną 1908 do Wydziału wszedł dodatkowo Edward Gibalski.
Siły Organizacji Bojowej PPS-Frakcji Rewolucyjnej i Milicji Robotniczej liczyły w 1907 – 3.190 bojowców (z czego w Warszawie – 381 bojowców, Łodzi– 151, Zagłębiu Dąbrowskim – 122, guberni radomskiej – 178).
W 1907 roku nastąpiły masowe aresztowania w szeregach organizacji, nasiliły się przypadki demoralizacji i zdrady. Jednak według danych partyjnych, Organizacja Bojowa w samym 1907 zabiła w zamachach 181 żołnierzy, policjantów, szpicli i prowokatorów. Dokonano również 92 zamachów celem zdobycia środków finansowych.
W 1908 walczyło jeszcze 388 bojowców w OB PPS Frakcji Rewolucyjnej, oraz 548 w Milicji Robotniczej. W tym roku Piłsudski przeniósł działalność organizacji do Galicji tworząc tam w czerwcu 1908 Związek Walki Czynnej, mający stanowić szerszą, ponadpartyjną organizację przygotowującą kadry przyszłego Wojska Polskiego. Strategia wobec budowy ZWC spowodowała konflikt pomiędzy CKR PPS (w tym Piłsudskim), a Wydziałem Bojowym (Tomasz Arciszewski, Edward Gibalski, Włodzimierz Hellmann, Mieczysław Mańkowski). Przedstawiciele Wydziału Bojowego dążyli do zwiększenia nadzoru nad ZWC oraz odrodzenia Organizacji Bojowej w zaborze rosyjskim. Jednak Rada Partyjna PPS w kwietniu 1910. zaleciła zredukowanie działań Organizacji Bojowej.
W 1909 OB PPS praktycznie przestała funkcjonować na terenie zaboru rosyjskiego. Lotne Oddziały Bojowe PPS Frakcji Rewolucyjnej w latach 1908–1911 skupiały 112 bojowców skupionych w oddziałach w Galicji. W 1910 działało 77 członków OB PPS. Ostatnią akcję oddziały bojowe PPS przeprowadziły w 1911 pod Turkiem.
W lipcu 1910 Józef Piłsudski w czasie wykładów w Centralnej Szkole PPS stwierdził, iż „Obecny stan Organizacji Bojowej jest taki, że odbudowanie jej na dawnych podstawach jest niemożliwe”.
Spór wokół Związku Walki Czynnej zaowocował ustąpieniem członków Wydziału Bojowego z funkcji w czerwcu 1911, co doprowadziło do sporów wewnątrz PPS i przejściowego wyodrębnienia PPS-Opozycji.
Członkowie OB PPS w czasie I wojny światowej byli głównymi twórcami Oddziału „Beków”, Lotnego Oddziału Wojsk Polskich oraz Pogotowia Bojowego PPS.

## Niektóre akcje Organizacji Bojowej PPS

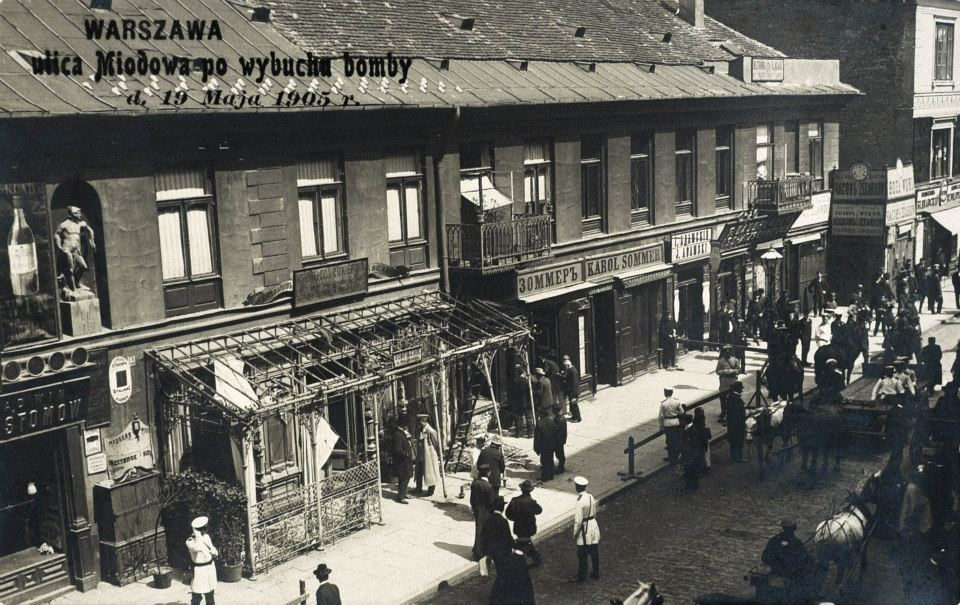
Ulica Miodowa w Warszawie 19 maja 1905, tuż po wybuchu bomby rzuconej przez bojowca PPS Tadeusza Dzierzbickiego

W różnych okresach funkcjonowania OB PPS osłaniała zbrojnie demonstracje, wykonywała wyroki śmierci, wydane przez PPS na przedstawicieli rosyjskich władz okupacyjnych i agentów carskiej Ochrany. Pozyskiwano również środki na dalszą działalność konspiracyjną oraz dezorganizowano działalność urzędów carskich. W tym celu rozbijano rosyjskie urzędy skarbowe, napadano na konwoje i pociągi z pieniędzmi. W latach 1904 – 1907 przeprowadziła ponad 2500 akcji. W 1906 Organizacja Bojowa PPS dysponowała 1400 pistoletami z 200 000 nabojów i 300 sztyletami, przemyconymi z Galicji. Utworzono też sieć tajnych magazynów broni, działały liczne laboratoria, gdzie budowano bomby i granaty. Do najsłynniejszych akcji należały:
- Zbrojne osłanianie demonstracji na placu Grzybowskim w Warszawie, 13 listopada 1904 (chorąży sztandaru Stefan Okrzeja);
- Zbrojne osłanianie demonstracji w Radomiu – 24 grudnia 1904 w obronie sztandaru PPS poległ Wiktor Cymerys-Kwiatkowski (zdążył przed śmiercią zastrzelić płk Bułatowa dowódcę 26 mohylewskiego pułku piechoty)[23],
- Zbrojne osłanianie demonstracji w Łodzi – 15 stycznia 1905 w obronie sztandaru zginął Tomasz Księżczyk;
- 15 kwietnia 1905 dokonano udanego zamachu na komisarza policji w Łodzi Szatałowicza, który zastrzelił Księżczyka;
- Zamach bombowy na XII Cyrkuł policji na Pradze –  26 marca 1905 (piątka bojowa S. Okrzei), jako próba wywabienia oberpolicmajstra Karla Nolkena z Teatru Wielkiego. Okrzeja osiągnął efekt. Nolken przyjechał na Wileńską, gdzie rzucono w niego bombę. Okrzeja został ranny[23];
- Zamach na oberpolicmajstra Karla Nolkena 26 marca 1905 (Bronisław Żukowski);
- Zamach na Generał-Gubernatora Warszawskiego Konstantina Masymowicza – 19 maja 1905 (Tadeusz Dzierzbicki) – zamach nie spowodował śmierci, ale gubernator przeniósł się do twierdzy Modlin.
- Zamach na policmajstra siedleckiego Szewdera – 22 maja 1905 (Tytus Bobrowski);
- Udział wszystkich oddziałów łódzkich w powstaniu łódzkim (czerwiec 1905). Spośród 156 zabitych, 56 było członkami Organizacji Spiskowo-Bojowej);
- Napad na kasę powiatową w Wysokiem Mazowieckiem, gdzie zdobyto około pół mln rubli – 26 grudnia 1905
- Uwolnienie dziesięciu więźniów z Pawiaka (24 kwietnia 1906) – uwolnienie dziesięciu skazanych na śmierć więźniów politycznych przez oddział pod dowództwem Jana Gorzechowskiego – „Jura” przebrany w mundury carskiej żandarmerii;
- Zamach bombowy na podkomisarza policji w Warszawie N.Konstantinowa (14 maja 1906) Baruch Szulman. Do powozu wrzucono bombę, podkomisarz zginął na miejscu[23];
- Zamach na szefa policji w Królestwie Polskim, generała-majora Markgrafskiego – 2 sierpnia 1906, który został zastrzelony w drodze do swojej willi pod Otwockiem (Tomasz Arciszewski).
- Krwawa środa – 15 sierpnia 1906, seria zamachów na 80 urzędników rosyjskich, odpowiedzialnych za represje. Zginęło ponad 70 z nich[23];
- Zamach na generał-gubernatora warszawskiego Gieorgija Skałona 18 sierpnia 1906. Wanda Krahelska rzuciła w powóz gubernatora dwie bomby, Skalon przeżył;
- napad na pociąg z pieniędzmi pod Rogowem – 8 listopada 1906 (dowódcy: Józef Montwiłł-Mirecki i Jan Kwapiński)
- Atak na pociąg pod Herbami – 28 grudnia 1906
- Akcja na pociąg i stację kolejową w Sławkowie – 12 sierpnia 1907 (dowódca: Tomasz Arciszewski). zamachowcy zdobyli 14 tys. rubli. Uciekli odczepionym parowozem z wywieszonym czerwonym sztandarem[23];
- Akcja na kasę pocztową transportowaną z Ostrowca Świętokrzyskiego[23] – 28 listopada 1907 (dowódca: Edward Gibalski)
- Akcja na pociąg pocztowy pod Tumlinem – 25 lutego 1908 (dowódca: Edward Gibalski);
- Akcja pod Bezdanami – 26 września 1908 (dowódca – Józef Piłsudski, uczestnicy – Walery Sławek, Aleksander Prystor, Tomasz Arciszewski, Edward Gibalski, Jerzy Sawa-Sawicki). Atak na pociąg kurierski, w wyniku którego zdobyto 200 tys. rubli[23].
- Akcja pod Zbójnem - 9 czerwca 1910[24]

## Członkowie OB PPS
Na 7631 zidentyfikowanych przez historyków nazwisk członków Organizacji Bojowej PPS, 280 osób skazano na karę śmierci, zaś 747 na katorgę (w tym osoby, którym zamieniono karę śmierci na katorgę). W latach 1904–1907 aresztowano łącznie 2739 bojowców. Do najwybitniejszych i najsłynniejszych bojowców OB PPS należeli:
- Tomasz Arciszewski – odznaczony Krzyżem Niepodległości z Mieczami (KNzM)
- Józef Andersz – stracony 11 grudnia 1907 na stokach Cytadeli, pośmiertnie odznaczony KNzM
- Władysław Bartniak – zm. 2 kwietnia 1911 w Cytadeli, pośmiertnie odznaczony KNzM
- Henryk Baron – stracony 9 maja 1907 na stokach Cytadeli, pośmiertnie odznaczony KNzM
- Kazimierz Paweł Bojarski, pośmiertnie odznaczony KNzM
- Wiktor Cymerys-Kwiatkowski – poległ 24 grudnia 1904 w Radomiu, pośmiertnie odznaczony KNzM
- Władysław Dehnel – odznaczony KNzM
- Tadeusz Dzierzbicki – zginął od wybuchu bomby w czasie aresztowania 19 maja 1905, pośmiertnie odznaczony KNzM
- Edward Gibalski – pośmiertnie odznaczony KNzM
- Jan Jur-Gorzechowski – odznaczony KNzM
- Józef Grzecznarowski – w 1907 zesłany na katorgę, odznaczony KNzM
- Wanda Krahelska, odznaczona KNzM
- Jan Kwapiński –  skazany w dniu 6 grudnia 1907 na karę śmierci, zamienioną na 15 lat katorgi
- Mieczysław Mańkowski – pośmiertnie odznaczony KNzM
- Józef Montwiłł-Mirecki –  stracony 9 października 1908 stokach Cytadeli, pośmiertnie odznaczony KNzM
- Stefan Okrzeja – stracony 21 lipca 1905, pośmiertnie odznaczony KNzM
- Bolesław Ostrowski – odznaczony KNzM
- Józef Piłsudski – odznaczony KNzM
- Aleksander Prystor – odznaczony KNzM
- Kazimierz Pużak – odznaczony KNzM
- Aleksy Rżewski (1885-1939) – w l. 1919-1923 prezydent Łodzi
- Baruch Szulman – poległ 14 maja 1906, pośmiertnie odznaczony KNzM
- Stanisław Sitek – odznaczony KNzM
- Walery Sławek – odznaczony KNzM
- Kazimierz Sosnkowski – odznaczony KNzM
- Stanisław Werner – stracony 20 grudnia 1906 w Radomiu, pośmiertnie odznaczony KNzM
- Marcin Woyczyński – odznaczony KNzM
- Stanisław Zbrowski – pośmiertnie odznaczony KNzM

## Upamiętnienie
Działania bojowników socjalistycznych zostały upamiętnione na Grobie Nieznanego Żołnierza w Warszawie, napisem na jednej z tablic po 1990 roku – „AKCJE ZBROJNE 1904 – 1908”.